# Cuplé (obra de teatro)
Cuplé es una obra de teatro en dos actos, de Ana Diosdado, estrenada en 1986.

## Argumento
La obra narra la historia de una antigua cupletista a la que un hombre acaudalado y maduro retiró de esa profesión y la mantuvo como su amante. A la muerte del benefactor, Carmen se debe enfrentar a una nueva realidad que la desorienta, habiendo heredado la fábrica del fallecido. Situación que se agrava por su interacción con el resto de personajes: Leni, la joven viuda, Grau, un amigo profesor desempleado, Balbina, la sirvienta desinhibida o Valentín, el sacerdote con un pasado oscuro. El final se corresponde con la ruina económica de Carmen.

## Estreno
- Teatro Reina Victoria, Madrid, 24 de octubre de 1986.
  - Dirección: José María Morera.
  - Intérpretes: Ana Diosdado (Carmen), Queta Claver (Balbina), Inma de Santis, Nicolás Dueñas, Susana Canales, Juan Dueñas (Grau).